# Asafa Powell

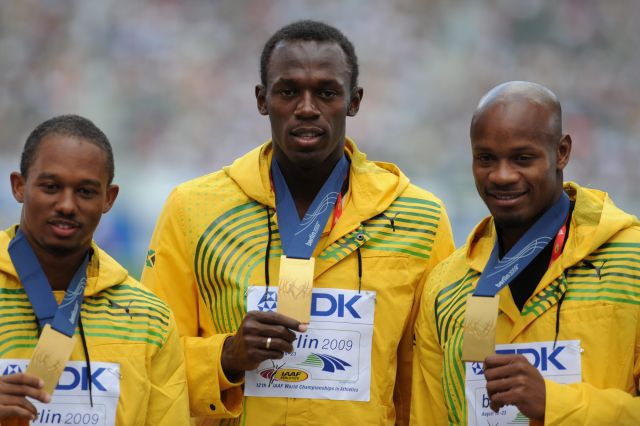
Michael Frater, Usain Bolt en Asafa Powell met het goud van de WK in Berlijn, 2009.

Asafa Kehine Powell (Spanish Town, 11 november 1982) is een Jamaicaanse sprinter, die is gespecialiseerd in de 100 m en de 200 m. Hij was van 2005 tot 2008 wereldrecordhouder op de 100 m en van 2008 tot 2011 had hij het wereldrecord in handen op de 4 × 100 m estafette. Verder is Powell de atleet die het vaakste onder de 10 seconden heeft gelopen op de 100 meter: 97 keer.

## Biografie

### WR en atleet van het jaar
Powell nam deel aan de Olympische Spelen van 2004 in Athene, maar stelde daarin met een vijfde plaats op de 100 m in 9,94 s enigszins teleur.
Op 14 juni 2005 liep Powell voor de eerste maal een wereldrecord op de 100 m; tijdens de Super GP-meeting in het Olympisch Stadion van Athene kwam hij tot een tijd van 9,77. Voordien was het record in het bezit geweest van de Amerikaan Tim Montgomery, die in september 2002 in Parijs een tijd van 9,78 had neergezet. Dezelfde recordtijd liep hij opnieuw op 11 juni 2006 en op 18 augustus 2006.
In het voorjaar van 2006 raakte Powell zijn wereldrecord even kwijt aan Justin Gatlin, een Amerikaanse atleet die een honderdste seconde van zijn wereldrecord afliep. Later werd deze tijd gecorrigeerd en hielden zij gezamenlijk het wereldrecord. Nadat Gatlin positief bevonden was aan dopinggebruik, deelde Powell zijn wereldrecord niet meer. In november 2006 werd Asafa Powell verkozen tot atleet van het jaar, samen met atlete Sanya Richards.

### Brons en zilver op WK
Op de wereldkampioenschappen van 2007 in Osaka presteerde Powell beneden zijn kunnen met een bronzen medaille in 9,96 achter Tyson Gay (goud) en achter zijn tweedegraads neef Derrick Atkins (zilver). Met zijn teamgenoten Marvin Anderson, Usain Bolt, Nesta Carter won hij daarna een zilveren medaille op de 4 × 100 m estafette. Enkele weken na de WK bleek hij ineens wel over de supervorm te beschikken die hij in Osaka miste. Op 9 september 2007 liep hij in de reeksen van de IAAF Rieti Grand Prix in Rieti (Italië) 9,74 (rugw. +1,7 m/s), een verbetering van zijn eigen wereldrecord met drie honderdste seconde.
Op 31 mei 2008 raakte Powell dit wereldrecord echter alweer kwijt aan zijn landgenoot Usain Bolt, die tijdens een Grand-Prixwedstrijd in New York tot 9,72 kwam.

### Estafettegoud op OS en WK
Ook op de Olympische Spelen van 2008 was Bolt hem te snel af en moest Powell zich met 9,95 tevreden stellen met een vijfde plaats. Op de 4 × 100 m estafette won hij met zijn teamgenoten Nesta Carter, Michael Frater, Usain Bolt als slotloper een gouden medaille. Met een wereldrecordtijd van 37,10 eindigden ze ruim voor de estafetteteams uit Trinidad en Tobago (zilver; 38,06) en Japan (brons; 38,15). In 2017 werd het Jamaicaanse team gediskwalificeerd wegens dopinggebruik van Carter.
Tijdens de 2008 IAAF Super Grand Prix in Lausanne won Powell de 100 m met een persoonlijk record van 9,72.
Een jaar later moest Powell het op de individuele 100 m tijdens de WK in Berlijn opnieuw afleggen tegen zijn supersnelle landgenoot Usain Bolt, die zijn eigen wereldrecord verbeterde tot 9,58. Acht dagen later maakte hij echter deel uit van het Jamaicaanse 4 × 100 m estafetteteam dat, met als enige wijziging in vergelijking met het team in Peking Steve Mullings op de plaats van Nesta Carter, naar de overwinning snelde in 37,51, een kampioenschapsrecord.
Op de Olympische Spelen van 2012 in Londen haalde Powell opnieuw de finale. Door een blessure liep hij echter naar de achtste en laatste plaats.

### Schorsing
Op 10 april 2014 maakte het Jamaicaanse anti-dopingcomité bekend, dat Asafa Powell voor achttien maanden geschorst. Hij was in de zomer van 2013, evenals enkele van zijn landgenoten, tegen de lamp gelopen bij een dopingcontrole tijdens de Jamaicaanse trials. Powell, die positief testte op het stimulerende middel oxilofrine, heeft verklaard dat hij dit onbewust via een voedingssupplement heeft binnengekregen. De schorsing is overigens met terugwerkende kracht vanaf juni 2013 ingegaan, zodat hij eind 2014 weer in wedstrijden mag uitkomen.

### Geen succes wanneer het moet
Powell liep een aantal snelle tijden in aanloop naar de WK in Peking; tweemaal 9,87, tweemaal 9,84 en 9,81. Naar verwachting leek een medaille mogelijk, maar in de finale liep het niet zoals eerder het seizoen, en eindigde 7e in 10 seconden rond.

### Zilver WK Indoor
Powell liep tijdens de WK indoor in Portland in zowel de series als de halve finales overtuigend naar de overwinning in 6,44 seconden. Dit betekende de vijfde tijd aller tijden en een nationaal record. Maar in de finale kon hij dit niet meer presteren en moest hij toegeven aan Trayvon Bromell, hij finishte als tweede in 6,50.
Outdoor kon hij de goede vorm echter niet doorzetten. Hij liep pas in juni voor het eerst legaal onder de tien seconden. Tijdens de Jamaicaanse Trials eindigde hij als vierde op de 100 m en kwalificeerde zich dus niet op dit onderdeel voor de Olympische Spelen. Wel maakte hij deel uit van het Jamaicaanse estafetteteam. Samen met Yohan Blake, Nickel Ashmeade en Usain Bolt won hij voor de tweede keer in zijn carrière olympisch estafettegoud in 37,26.

### Privé
Asafa's oudere broer Donovan Powell was halvefinalist op de 100 m bij de wereldkampioenschappen in 1999.

## Titels
- Olympisch kampioen 4 × 100 m - 2008, 2016
- Wereldkampioen 4 × 100 m - 2009, 2015
- Jamaicaans kampioen 100 m - 2003, 2004, 2005
- Jamaicaans kampioen 200 m - 2006
- Gemenebest kampioen 100 m - 2006

## Persoonlijke records
Outdoor
| Onderdeel | Prestatie | Datum            | Plaats   |
| --------- | --------- | ---------------- | -------- |
| 100 m     | 9,72 s    | 2 september 2008 | Lausanne |
| 200 m     | 19,90 s   | 25 juni 2006     | Kingston |
| 400 m     | 45,94 s   | 28 februari 2009 | Sydney   |

Indoor
| Onderdeel | Prestatie | Datum           | Plaats   |
| --------- | --------- | --------------- | -------- |
| 50 m      | 5,64 s    | 28 januari 2012 | New York |
| 60 m      | 6,44 s    | 18 maart 2016   | Portland |

## Palmares

### 100 m
Kampioenschappen
- 2003: 7e Wereldatletiekfinale - 10,23 s
- 2004: 5e OS - 9,94 s
- 2004:  Wereldatletiekfinale - 9,98 s
- 2006:  Gemenebestspelen - 10,03 s
- 2006:  Memorial Van Damme - 9,99 s
- 2006:  Wereldatletiekfinale - 9,89 s
- 2007:  WK - 9,96 s
- 2007:  Wereldatletiekfinale - 9,83 s
- 2008: 5e OS - 9,95 s
- 2008:  Wereldatletiekfinale - 9,87 s
- 2009:  WK - 9,84 s
- 2009:  Wereldatletiekfinale - 9,90 s
- 2012: 8e OS - 11,99 s
- 2015: 7e WK - 10,00 s

Golden League-overwinningen
- 2003: Memorial Van Damme – 10,02 s
- 2004: Weltklasse Zürich – 9,93 s
- 2004: Memorial Van Damme – 9,87 s
- 2006: Bislett Games – 9,98 s
- 2006: Meeting Gaz de France – 9,85 s
- 2006: Golden Gala – 9,85 s
- 2006: ISTAF – 9,86 s
- 2006: Weltklasse Zürich – 9,77 s
- 2006: Memorial Van Damme – 9,99 s
- 2007: Bislett Games – 9,94 s
- 2007: Golden Gala – 9,90 s
- 2007: Memorial Van Damme – 9,84 s
- 2009: Bislett Games – 10,07 s
- 2009: Memorial Van Damme – 9,90 s

Diamond League-overwinningen
- 2010: Qatar Athletic Super Grand Prix – 9,81 s
- 2010: Bislett Games – 9,72 s
- 2010: Golden Gala – 9,82 s
- 2011:  Eindzege Diamond League
- 2011: Shanghai Golden Grand Prix – 9,95 s
- 2011: Athletissima – 9,78 s
- 2011: Aviva British Grand Prix – 9,91 s
- 2012: Shanghai Golden Grand Prix – 10,02 s

### 200 m
Kampioenschappen
- 2004:  Wereldatletiekfinale - 20,06 s

Golden League-podiumplekken
- 2004:  Golden Gala – 20,24 s
- 2004:  ISTAF – 20,24 s

### 4 × 100 m estafette
- 2008:  OS - 37,10 s (WR)
- 2009:  WK - 37,31 s
- 2016:  OS - 37,26 s

## Onderscheidingen
- IAAF-atleet van het jaar - 2006
- Sportman van het jaar (Jamaica) - 2005, 2006, 2007

1912: Jacobs, Macintosh, d'Arcy, Applegarth ·
1920: Paddock, Scholz, Murchison, Kirksey ·
1924: Clarke, Hussey, Leconey, Murchison ·
1928: Wykoff, Quinn, Borah, Russell ·
1932: Kiesel, Toppino, Dyer, Wykoff ·
1936: Owens, Metcalfe, Draper, Wykoff ·
1948: Ewell, Wright, Dillard, Patton ·
1952: Smith, Dillard, Remigino, Stanfield ·
1956: Murchison, King, Baker, Morrow ·
1960: Cullmann, Hary, Mahlendorf, Lauer ·
1964: Drayton, Ashworth, Stebbins, Hayes ·
1968: Greene, Pender, Smith, Hines ·
1972: Black, Taylor, Tinker, Hart ·
1976: Glance, Jones, Hampton, Riddick ·
1980: Moeravjov, Sidorov, Prokofjev, Aksinin ·
1984: Graddy, Brown, Smith, Lewis ·
1988: Bryzgin, Krylov, Moeravjov, Savin ·
1992: Marsh, Burrell, Mitchell, Lewis ·
1996: Esmie, Gilbert, Surin, Bailey ·
2000: Drummond, Williams, Lewis, Greene ·
2004: Gardener, Campbell, Devonish, Lewis-Francis ·
2008: Bledman, Burns, Callender, Thompson ·
2012: Carter, Frater, Blake, Bolt ·
2016: Powell, Blake, Ashmeade, Bolt ·
2020: Desalu, Jacobs, Patta, Tortu ·
2024: Brown, Blake, Rodney, De Grasse
1983 King, Gault, Smith, Lewis ·
1987 McRae, McNeill, Glance, Lewis ·
1991 Cason, Burrell, Mitchell, Lewis ·
1993 Drummond, Cason, Mitchell, Burrell ·
1995 Esmie, Gilbert, Surin, Bailey ·
1997 Esmie, Gilbert, Surin, Bailey ·
1999 Drummond, Montgomery, Lewis, Greene ·
2001 Nagel, du Plessis, Newton, Quinn ·
2003 Capel, Williams, Patton, Johnson ·
2005 Doucouré, Pognon, De Lépine, Dovy ·
2007 Patton, Spearmon, Gay, Dixon ·
2009 Mullings, Frater, Bolt, Powell ·
2011 Carter, Frater, Blake, Bolt ·
2013 Carter, Bailey-Cole, Ashmeade, Bolt ·
2015 Carter, Powell, Ashmeade, Bolt ·
2017 Ujah, Gemili, Talbot, Mitchell-Blake ·
2019 Coleman, Gatlin, Rodgers, Lyles ·
2022 Brown, Blake, Rodney, De Grasse ·
2023 Coleman, Kerley, Carnes, Lyles